# Biserica „Sfântul Arhanghel Mihail” din Slobozia
Biserica „Sf. Arhanghel Mihail” este o biserică amplasată în Slobozia, Republica Moldova. Este un monument arhitectural de importanță națională inclus în Registrul monumentelor Republicii Moldova ocrotite de stat cu nr. 1272 (raionul Slobozia). Datează din sec. XIX.